# 2-Butanol
A 2-butanol más néven szek-butanol az alkoholok közé tartozó szerves vegyület. Szekunder alkohol, képlete CH3CHOHCH2CH3, vagy C4H10O. A butanol négy szerkezeti izomerje közül az egyik, a másik három az n-butanol, az izobutanol és a terc-butanol.

## Kémiai tulajdonságai
Poláris oldószerekkel teljesen elegyedik, például az alkoholokkal és éterekkel. Színtelen folyadék. Az iparban etil-metil-ketont gyártanak belőle. Két sztereoizomerje van, a két királis molekula  az (R)-(−)-2-butanol és a (S)-(+)-2-butanol, ezek aránya a 2-butanolban 1:1.
|                   |                   |
|                   |                   |
| (R)-(−)-2-butanol | (S)-(+)-2-butanol |

## Fordítás
Ez a szócikk részben vagy egészben  a(z)   2-Butanol című angol Wikipédia-szócikk ezen változatának fordításán alapul.  Az eredeti cikk szerkesztőit annak laptörténete sorolja fel. Ez a jelzés csupán a megfogalmazás eredetét és a szerzői jogokat jelzi, nem szolgál a cikkben szereplő információk forrásmegjelöléseként.

## Lásd még
- A vegyület izomerjei táblázatban